# ヴィシー政権

フランス国
État français (フランス語)

国の標語: Travail, famille, patrie（フランス語）
勤労、家族、祖国国歌: La Marseillaise（フランス語）（公式）
ラ・マルセイエーズ

Maréchal, nous voilà !（フランス語）（非公式）
元帥よ、我らここにあり!
フランスの地図（1942年）

-   非占領地域
-   ドイツ占領地域
-   フランスの保護国

ヴィシー政権（ヴィシーせいけん、フランス語: Régime de Vichy）は、第二次世界大戦中に存在した、フランスの政権（1940年 - 1944年）である。独仏休戦協定を受けてフランス第三共和政に代わって成立した政権で、第一次世界大戦の英雄フィリップ・ペタン元帥を主席とする。ナチス・ドイツの影響下におかれ、対独協力政策が推進された。現在ではナチス・ドイツの傀儡政権（衛星国）と見做されている。
この時期はフランス共和国という呼称が停止され、フランス国（フランス語: État français）という呼称が用いられた。フランス中部の町、ヴィシーに首都を置いたことから「ヴィシー政府」、「ヴィシー・フランス」ともいい、この政権下の体制を「ヴィシー体制」と呼ぶ。

## 歴史

### 成立
1940年5月に開始されたドイツ軍のフランス侵攻で、フランスは敗北した。ポール・レノー首相ら抗戦派にかわって和平派が政権を握り、6月17日に副首相であったフィリップ・ペタン元帥が首相となった。21日、ペタンの政府はドイツとイタリアに対し休戦を申し入れた。翌22日には独仏休戦協定が締結され、フランス北部などの地域の占領、陸軍の制限などが定められた。協定はフランス側にとって過酷であったが、主権国家としてのフランス政府存続は達成された。ペタンは「少なくともわが国の名誉だけは守られた」 と述べた。ペタンはフランス国民の熱狂的な崇拝対象となり、町中に元帥の肖像が溢れた。ジャン・コクトーはこの熱狂を「元帥は大衆が慣れ親しんでいた君主のイメージに近かった。それにフランスでは高齢はひとを安心させる。彼は瘰癧（るいれき）を癒しかねなかった」と評している。
抗戦継続派のレノーやアルベール・ルブラン大統領はカサブランカに逃亡しようとしたが身柄を拘束された。またレノー政権の国防次官でペタンの部下でもあったシャルル・ド・ゴール准将はロンドンに亡命し、「自由フランス」を結成した。
フランス政府は7月1日に臨時首都に指定していたボルドーから中部の都市であるヴィシーに移転した。政府主席兼首相には、第三共和政最後の首相で第一次世界大戦の英雄であったペタン元帥が就任し、副首相にはピエール・ラヴァルが就任した。ラヴァルはヒトラーから好意的な扱いを受けるためには、「堕落した民主主義」を廃して「絶対的権力を持つ権威国家」を樹立する必要があると考え、熱心にロビー活動を行った。6月25日、ラヴァルは次のように演説している。「旧秩序、フリーメイソン的かつ、資本主義的そして国際的妥協の政治制度が現在の立場に我々を導いた。フランスは、もはやそんなものを欲しない。我々は新しい計画、新しい人物を必要とする」。また、新憲法制定の議会では「全ヨーロッパがフランスを置き去りにして新世界を建設しようとしている（中略）敗北した議会制民主主義は大胆で、権威的・社会的・国家的新制度にその道を譲らねばならぬ。（中略）議会が同意しないなら、ドイツは直ちにフランス全土を占領して（政治改革を）強制するだろう」 と演説している。7月2日、フランス艦隊の編入もしくは無力化を狙ったイギリスは、カタパルト作戦によるフランス艦隊の接収を図った。このためイギリスとフランスの間でメルセルケビール海戦が勃発し、政府とフランス国民の間で反英感情が高まった。このことはラヴァルの工作をより容易にした。
後にこの動きを知ったヒトラーは、国防軍最高司令部長官カイテル元帥と次のような会話をしている。「フランスが我がナチズムを信奉しているとは知らなかったな」「そうと知ったら攻撃の必要はありませんでした。まるで同士討ちをした想いです」。
7月10日、ヴィシーで開催された国民議会は圧倒的多数の賛成で新憲法制定までの憲法的法律を制定した。その内容は「『フランス国（État français）』の新しい憲法を公布することを目的として、ペタン元帥の権威のおよび署名の元にある共和国の政府に全ての権限を与える」というものであった。7月11日ペタンは強大な権限を持つこととなったが、実際の政治は副首相であるラヴァルが大半を行っていた。

### モントワール精神

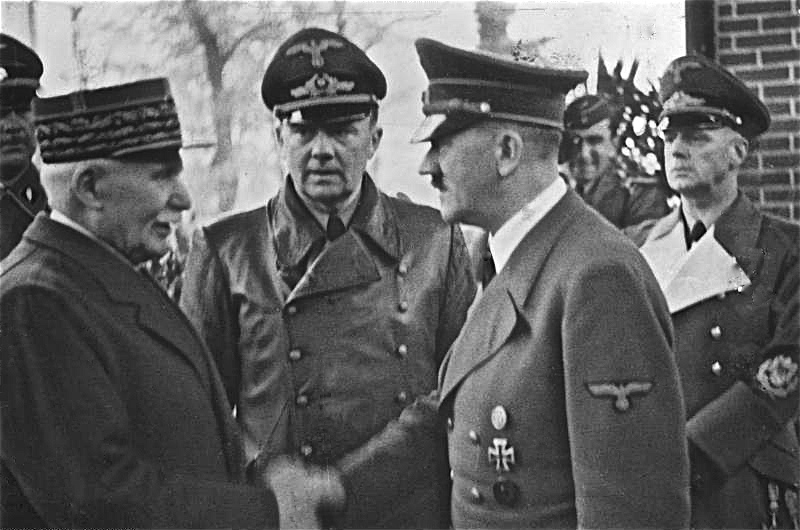
1940年10月24日のモントワール駅でのペタンとヒトラー。中央の制服姿の人物は、ヒトラーの通訳官パウル＝オットー・シュミット、ヒトラーの後方の制服姿の人物は、ドイツ外相のヨアヒム・フォン・リッベントロップ

成立したヴィシー政府の課題は国民革命 (en) と呼ばれる「新秩序」建設と、ドイツとの協調であった。休戦協定による占領経費負担は莫大なものであり、さらに占領者の権限を使った搾取が横行した。たとえばフランとマルクの為替レートは12フラン＝1マルクが相場であったが、一方的に20フラン＝1マルクに決めた取引を押しつけることもあった。この苛烈な搾取を緩和しようと、ヴィシー政府はさらなる対独協力姿勢を見せた。10月24日にはペタンとヒトラーがロワール＝エ＝シェール県のモントワールで会談した (fr:Entrevue de Montoire) 。ヒトラーはこの席でヴィシー政府の対英宣戦を求めたが、ペタンはそれには応じなかった。しかしペタンは会談後にラジオ演説を行い、さらなる誠実な対独協力をするべきであると声明した。この会見で強調された「モントワール精神」はドイツにとってさらなる負担をフランスに求める理由となり、ラヴァルのような親独派の勢力拡大のもととなった。また10月3日にはフランスではじめてのユダヤ人迫害法が成立している。
国民革命はカトリックを支柱としたフランス革命以前の古いフランスへの復帰を求めるイデオロギーであり、アクション・フランセーズのシャルル・モーラスがイデオローグであった。すなわち農業国としてのフランスが求められ、「土地に帰れ」というスローガンが叫ばれた。また、敗戦の原因をフランス人の道徳的頽廃が原因であるとし、道徳や秩序を重視する反主知主義的政策を推進した。しかしこの国民革命も、ドイツの利益を優先したものにならざるを得なかった。

### ダルラン時代

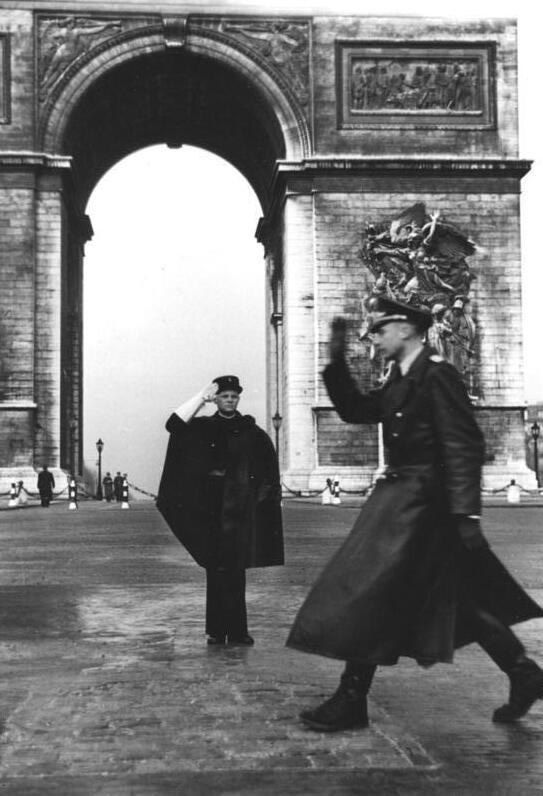
パリの凱旋門でフランスの警官がドイツの将校に敬礼する様子（1941年）

11月にはアルザス＝ロレーヌのドイツへの割譲が決まり、ラヴァルに国民の非難が集まった。国民革命に熱意がないラヴァルはペタン派の支持も失った。12月13日にペタンはラヴァルを解任し、ピエール＝エティエンヌ・フランダン (en) を副首相とした。また年末にはスペインのマドリードにルイ・ルージェ教授を派遣し、イギリスとの間で交渉を行っていた。ペタン側は北アフリカを枢軸側に渡さず、両国関係を「外交的冷淡さ」の段階に留めておくよう提案している。しかし対独抗戦継続を求めるイギリスと、中立を求めるヴィシー政府の溝は埋まらなかった。
しかしドイツの介入があり、1941年2月9日にフランソワ・ダルラン海軍大将が新たな副首相となった。ダルランは「ラヴァルに卵をくれというと卵しかくれなかったが、ダルランはニワトリをくれた」と言われるほど好意的な対独協力を行った。5月21日には独仏軍事協定が結ばれ、親独政権が成立していたイラクに対してフランス委任統治領シリアにある軍需物資の4分の3を譲渡する契約が成立した (Paris Protocols) 。しかしこれはシリア・レバノン戦役によってシリアが連合国の手に落ち、イラクの親独派政権も倒れたため実行はされなかった。また北アフリカ戦線のドイツ軍が撤退した場合にはチュニジアを避難地として提供することも約束した。これは占領経費の負担軽減やフランス人捕虜の解放を求めたものであったが、ドイツ側は一切譲歩しなかった。
この時代には若手の官僚による計画経済が導入され、経済の集中による生産拡大と生活改善が図られたが、戦時下のためにうまくいかず、1941年の工業生産は1938年の65％であった。一方でダルランは警察国家化を推し進め、保安部隊（fr:Service d'ordre légionnaire、略称SOL）を組織してレジスタンスを弾圧し、共産党やフリーメイソン、ユダヤ人の弾圧も行った。さらに1942年2月19日からはエドゥアール・ダラディエやポール・レノーといった戦争に敗北した際の政治家を裁判（リオン裁判 (en) ）にかけ、ドイツ国内の収容所に送った。しかし敗戦責任はペタンにも及ぶ可能性があったため、4月15日に裁判は中止された。こうした強権的な姿勢や積極的な対独協力は、国民革命に対する国民の信頼を失わせる元となり、1941年末にはほとんど支持する者もいなくなった。

### ラヴァル時代

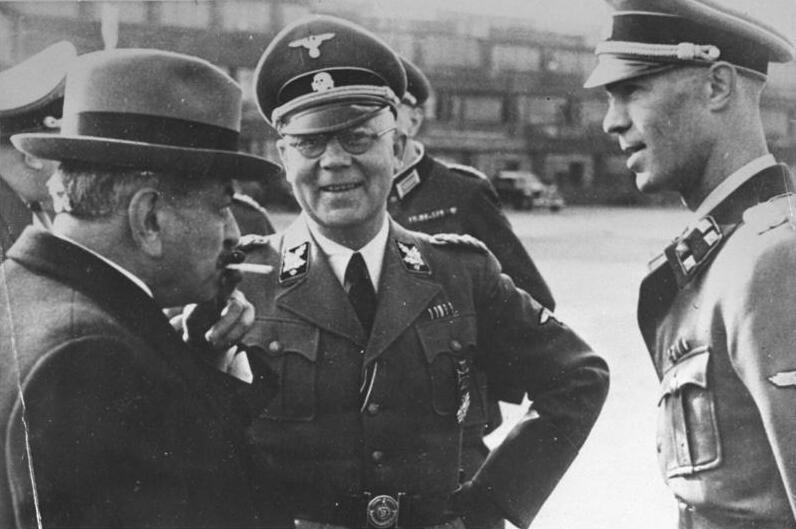
ラヴァルとカール・オーベルク親衛隊大将。1943年5月1日

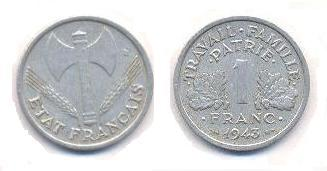
1943年の1フラン貨幣。表："フランス国" 裏："勤労、家庭、祖国"と刻まれている。

この状況でペタンはさらにドイツの歓心を得る必要があると感じ、ダルランを解任してラヴァルを再度起用することにした。1942年3月には密かにラヴァルと会談し、ドイツもラヴァル復帰を後押しした。4月18日、憲法行為11号によって国家元首と首相の役割が明確化され、首相には強い独裁権力が認められた。これは、首相に就任したラヴァルの要求によるものであり、ペタンは首相を退いて国家元首専任となり、事実上の引退状態となった。国民革命派・反独的な閣僚は次々と更迭され、対独協力に拍車がかかった。ラヴァルは6月22日に「ボルシェヴィズム（共産主義）」を阻止するためにドイツの勝利を支持する声明を行い、フランス人捕虜1人解放に対してフランス人労働者3人をドイツ国内の工場に送ることとした。ドイツからは対連合軍宣戦を求める動きが強まったが、ラヴァルは形式的に閣議にはかりはしたものの、参戦する気はなかった。
11月8日トーチ作戦が始まり、フランス領アルジェリアに連合軍が侵攻を開始した。このとき、ヴィシー政府軍総司令官であり、たまたま北アフリカにいたダルラン大将が英米軍と休戦条約を結んで北アフリカのヴィシー政府軍を降伏させたため、11月10日ドイツは自由地区の占領を開始し、政府は完全にドイツの支配下に置かれた（アントン作戦）。ドイツの頽勢を悟ったペタン元帥とラヴァル首相は、連合国とドイツの調停を行おうとしたが失敗した。11月17日にはラヴァルをペタンの後継者とする憲法的法規が成立した。
ドイツの要求はますます苛烈になり、1943年1月にはさらに25万人の労働者が要求された。ラヴァルは捕虜送還でも譲歩した上にこの要求を達成し、労働力配置総監フリッツ・ザウケルに「フランスだけがプログラムを100％履行した」といわしめた。しかしこれはフランス国民に強い不満を与え、徴用忌避者によるマキが組織される元となった。
11月、ペタンは廃止した第三共和制議会を再開させようとし、憲法案を制定した。さらに親独派のラヴァルを遠ざけることを考え、11月27日にラヴァルの後継者指定を取り消した。しかしこれらの動きはドイツ側の介入によって失敗した。ペタンの側近数名が逮捕され、ドイツからは「顧問」が送り込まれた上にミリス（民兵団）の指導者ジョゼフ・ダルナンらが入閣するなどドイツ支配はさらに強化された。1944年1月にはドイツがさらに労働者100万人を要求し、7月21日までに72万人が送り込まれた。

### 崩壊
1944年6月6日、連合軍の反攻・オーヴァーロード作戦開始。連合軍がノルマンディー上陸作戦で北部ノルマンディーに上陸すると、フランスのドイツ軍は次々に駆逐されていった。8月9日にラヴァルは第三共和政議会を招集させてヴィシー政府の合法性を認めさせようとパリに向かったが、徒労に終わった。同日、臨時政府はヴィシー政府の合法性を否定し、憲法行為を始めとするヴィシー政府の決定を否認する法令を発した（大陸領土における共和制の合法性の回復に関する1944年8月9日の命令）。ペタンも8月11日にド・ゴールに使者を送り、臨時政府に政権を譲って引退することで「政権の継続性」が与えられると交渉したが、受け入れられなかった。
8月16日、親衛隊及び警察高級指導者（HSSPF）カール・オーベルクは、ヴィシー政府の閣僚すべてを逮捕することを通告した。17日には在パリの8閣僚が辞任し、ラヴァルを含めてベルフォールに移動させられた。
ヴィシーに残っていたペタンにもドイツから移動が命じられたが、ペタンは抵抗し、連合国軍のドワイト・アイゼンハワー元帥と接触を図ろうとしたが、8月20日に国民の和解と再統一を呼びかけるラジオ演説を行った後にヴィシーを発ち、ベルフォールに向かった。8月25日にパリを守備していたドイツ軍は降伏し（パリの解放）、ド・ゴールのフランス共和国臨時政府が帰国した。8月27日、ド・ゴールはペタンが送った使者との面会も拒絶した。
9月7日、ペタンとラヴァルらはジクマリンゲンに移された。ジクマリンゲンではブリノン侯爵フェルナン・ド・ブリノン (fr:Fernand de Brinon) を代表とし、ダルナンを内相とするフランス政府委員会 (fr) が組織されたが、ラジオの宣伝放送を行う程度のことしかできなかった。

## 国名
1940年7月10日の憲法的法律では「『フランス国』の憲法を公布することを目的とする」という言葉がある。フランス国という呼称はフランス共和国より広い意味を持ち、共和政憲法には用いられない性格のものであった。しかし憲法は体制の終焉時まで成立しなかった。1940年7月11日の憲法行為1号でペタンはフランス国主席の地位にあるとされたが、その支配下にある政府自体は1940年7月10日の憲法的法律にあるように「共和国の政府」であった。また1944年1月20日にペタンが承認した新憲法草案の題名は「フランス共和国憲法草案」であった。

## 国土

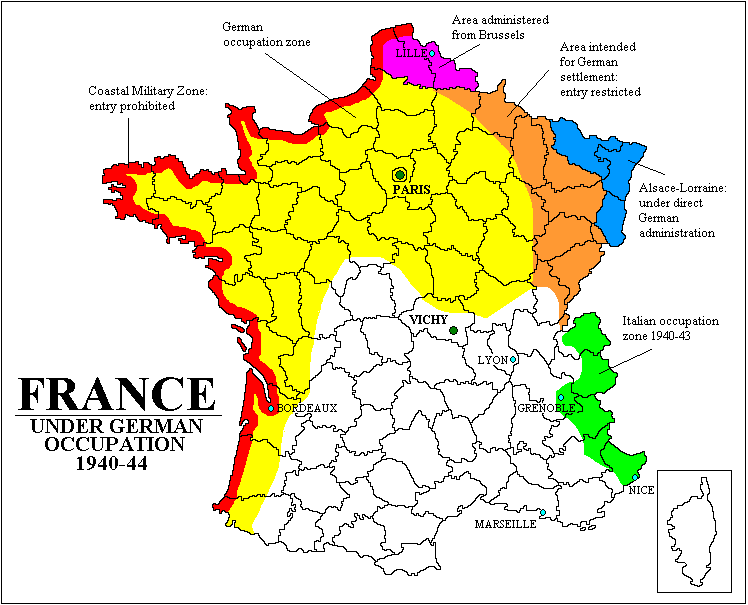
黄はドイツ軍の占領地域、橙は「保留地域」、紫はベルギー占領軍統治下の「禁止地域」、赤が禁止地域のうち、沿岸防備地域。青がドイツ本国への割譲地、緑がイタリア軍の占領地、白はヴィシー政府の支配地域である「自由地域」。

かねてからの係争地であったアルザスとロレーヌはドイツへ割譲されたものの、それ以外の地域には一応ヴィシー政府の主権が認められた。しかしパリを含む北部と西部はドイツ、グルノーブルとニースを含むイタリア国境から50kmのエリアはイタリアによって占領され、軍政が敷かれた（イタリア南仏進駐領域）。この地域はフランスの主権が認められたものの、占領地域 (fr:Zone occupée) として扱われて軍政が敷かれ、ヴィシー政府の施政権は及ばなかった。また、フランシュ・コンテなどアルザス―ロレーヌの隣接区域は「保留地域」（Zone fermée）とされ占領地区とは別に扱われた。また北海・イギリス海峡・大西洋沿岸から数マイルのエリアと、ベルギー国境に近い現在のノール＝パ・ド・カレー地域圏付近は「禁止地域」 (fr:Zone interdite) とされて分離された。沿岸地域にはドイツ軍やトート機関が「大西洋の壁」と呼ばれる防御設備を設置した。またベルギー国境付近はベルギーの占領軍の統治下に置かれた。この占領地域の占領コストはフランス側が支払うこととなっており、一日あたり4億フラン という莫大な出費となった。占領コスト支払いは1941年6月には対独協力の見返りとして3億フランに減額されたが、1942年11月のフランス全土占領以降は5億フランとなった。
フランス政府が統治できるのは占領地域を除いた自由地域 (fr:Zone libre) と海外植民地であった。しかし自由地域においてもドイツとイタリアの軍事物資搬送や、ドイツが指定するドイツ人を引き渡す義務を負った。また自由地域と占領地域の間には境界線 (fr:Ligne de démarcation) が配置され、小荷物は郵送できるが、手紙のやりとりは禁じられるなどの検問が行われた。そして1942年11月のアントン作戦以降はフランス全土が占領下に置かれた。
ドイツ側にとって全フランスを占領した場合は、フランスの保有する広大な海外植民地や、それらを護衛する海外の駐屯部隊やフランス海軍などの維持等が重い負担になる可能性があるため、親独的中立政権としてのヴィシー政府の存在は好都合だった。しかし、連合国軍が北アフリカのフランス植民地に上陸（トーチ作戦）すると、対岸の地中海の防備を固めるため、フランス全土における軍政に踏み切った。

### 植民地
ヴィシー政権成立当初、フランス領赤道アフリカとフランス領カメルーンを除くフランス植民地はヴィシー政権を承認した。シリアやレバノンなど、ヴィシー政権を支持する植民地には連合国軍が侵攻する場合もあった。戦況の変化に従い、自由フランスにつく植民地や、連合国と独自に交渉を行って中立を維持しようとする植民地も現れた。マダガスカルやフランス領アンティルのように、連合軍が当初中立を求める予定であったのに、自由フランスの介入によって現地政府が打倒されるというケースもあった（マダガスカルの戦い）。
1944年まで、ドイツの同盟国である大日本帝国の強い影響下にあり、1945年に入ると完全に日本軍の占領下となったフランス領インドシナ以外の植民地政府は、おおむねヴィシー政権の影響下から逃れた。

## 政治
政府は一応共和国とされたが、ペタンの権威を根拠とする特殊なものであった。この体制は新憲法制定を目的とする建前を取っていたが、ヴィシー政府の四年間の統治の間、憲法制定のための国民会議は一度も招集されなかった。その代わりペタンは「憲法行為」 (fr:Actes constitutionnels) という命令を行い、フランスの統治を行った。1940年7月11日には第一号の憲法行為として自らを「フランス国主席」（chef de l'Etat français）とし、大統領制を廃止した。さらに主席は立法権、執行権を持つ、独裁的権力者と定義した。しかしドイツに近いラヴァルも大きな権力を持っていた。1942年4月18日以降は首相が事実上の最高権力者となり、国家元首であるペタンは半引退状態に追い込まれた。
あらゆる選挙は任命制に置き換えられ、民主主義的な手法はとられなかった。議会は解散こそされなかったものの、1940年7月11日以降一度も開催されず、国民投票も行われなかった。これには敗北を民主主義の議会政治が原因であると主張する当時の世論も反映されている。
しかしドイツはあらゆる方面から介入を行い、官報発行にすらドイツの検閲が入る有様であった。ヴィシー政府の独自の動きは常にドイツによって阻止され、ファシズムと呼べる体制ではなかった。
またフランス革命以来のフランスの標語である「自由、平等、博愛」は「労働、家族、祖国」 (fr:Travail, Famille, Patrie) に置き換えられた。

## 軍事

ペタンの将旗

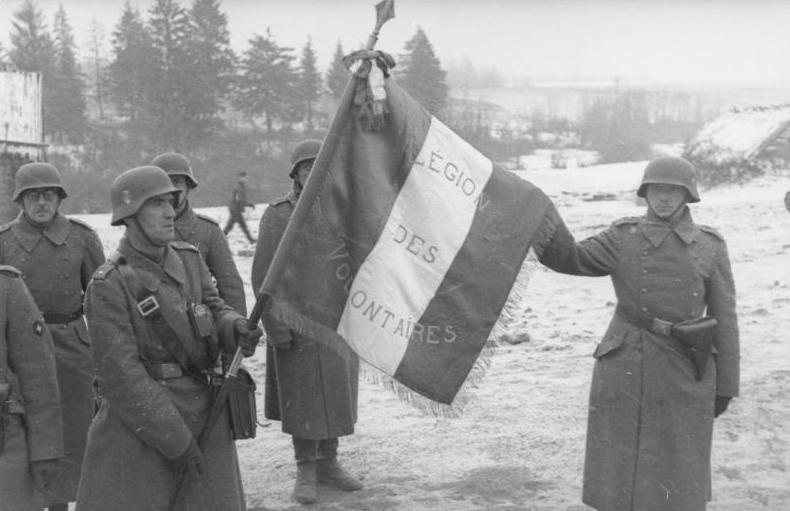
ロシアに進撃したフランス志願軍団

動員されていたフランス兵は武装解除され、武器はドイツに引き渡された。
本国の陸軍は休戦監視軍としての10万人に制限され、武器はドイツ軍とイタリア軍の監視下に置かれた。マダガスカルやインドシナなどの植民地軍はこの制限の適用範囲外とされた。一方で1940年8月29日には「在郷軍人奉公会」（Légion Française des Combattants）という在郷軍人を組織した準軍事組織を作った。この組織からはやがて保安部隊（fr:Service d'ordre légionnaire、略称SOL）やミリス(民兵団)などが生まれ、レジスタンスとの戦いに投入されていった。
海軍はドイツ軍とほとんど交戦せず、大半の艦艇が休戦前の混乱で北アフリカやイギリスへ脱出していたが、このうちフランス政府が掌握している（≒連合国軍に接収されなかった）分は「植民地の維持に必要な艦船」を除いて武装解除された。しかしメルセルケビール海戦が起きるとドイツはフランス海軍がイギリス海軍に対して抑止力としての価値を持つことを認識。艦隊をドイツ軍にも連合国軍にも引き渡さないという暗黙の了解の下で、一部の艦を予備艦扱いとするのみで可とする妥協が図られることになった。
しかし1942年のトーチ作戦で北アフリカのフランス軍が少ない抵抗で降伏すると、ドイツは報復措置としてアントン作戦を開始。休戦監視軍は解体され、ドイツに接収されそうになったトゥーロンの主力艦隊は自沈の道を選んだ。
ヴィシー政府がどこまで積極的に関与したかは検証の余地があるが、ジャック・ドリオらフランス人の反共主義者がドイツ陣営に志願してソ連と戦うことは黙認された（ドイツ陸軍の「ボルシェビキに対するフランス志願軍団 fr」）。また、ナチス武装親衛隊がフランス人志願兵で部隊を構成することも認められ（フランス志願軍団などを母体とした第33SS武装擲弾兵師団）、彼らはベルリン陥落までドイツとともに戦った。生存者は終戦後、親連合国政府によって犯罪者として処断された。

## 対外関係
イギリスは1940年6月23日にヴィシー政府を否認する声明を行ったが、その他の主要国はヴィシー政府を承認する態度をとった。ただし、ソ連は1941年6月30日に、他の連合国は1942年のドイツ軍による占領以降外交関係を断絶した。

### 枢軸国との関係
日本や満洲国、イタリアなどの枢軸国各国は、ヴィシー政権率いるフランスを承認しており、日本はヴィシー政権との協定をもとに、フランス領インドシナ（現在のベトナム・ラオス・カンボジア）に進駐（仏印進駐）した。その後、1944年に行われた連合国軍によるフランス解放ならびに、シャルル・ド・ゴールによるヴィシー＝日本間の協定無効宣言が行われた後も、フランス領インドシナ政府は日本とともにインドシナ統治を継続していた。1945年3月、日本軍による仏印処理（明号作戦）が行われ、フランス領インドシナ総督はその支配権を奪われた。

## 生活
国土の分割、ドイツの徴発、植民地との交通途絶によってパリ市民の生活は悪化した。1940年9月からは配給制度が開始されたものの、時がたつにつれ配給量も減少していった。この時期のフランス国民のカロリー摂取量は西欧で最低、インフレ率もどの占領国よりも高く、生活は困窮した。

## 協力と抵抗

### コラボラシオン（対独協力）

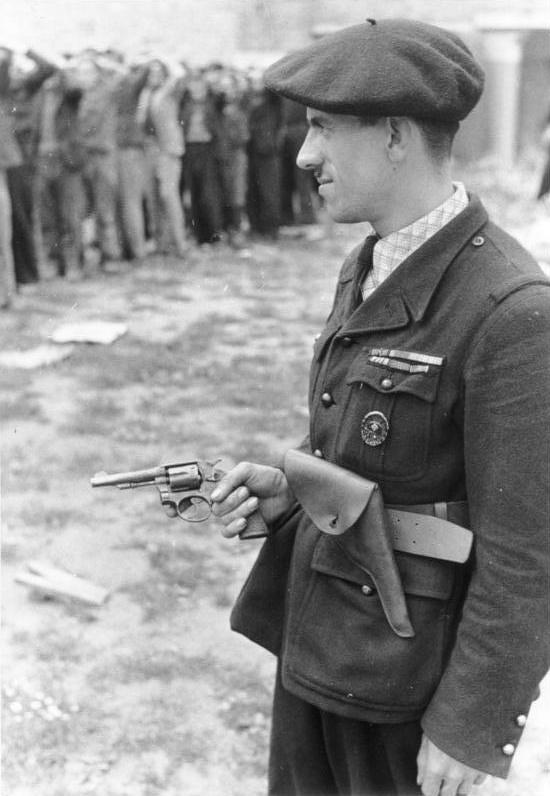
逮捕したレジスタンスを監視するミリスの隊員。1944年6月21日

モントワール会談の後、ペタンはラジオ演説で「余は今日コラボラシオン（対独協力）の道に入る」という声明をし、ヴィシー政権は中立を標榜する一方で、親独的な政策をとらざるを得なくなった。
多くのフランス人は、積極的または消極的にヴィシー政府の統治を受け入れた。一部の人々は積極的なコラボラシオン（対独協力）の姿勢をとり、それ以外の多くの人々はヴィシー政府下の平穏を受け入れて沈黙を続けた。その一方で、少数ながらレジスタンス運動を始める動きもあったが、本格的なレジスタンス運動が見られるのは戦況がドイツにとって不利になり始めてからである。
当時フランス人が行ったコラボラシオンの種類は大きく分けて3つある。一つは、消極的対独協力で「待機主義」と呼ばれるものである。これは最小限の対独協力ですませようというもので、主にペタン派においてとられた。それに対し、第二次世界大戦におけるドイツの勝利を確信し、戦後の新秩序において、フランスが有利な地位をしめるために積極的な対独協力を行おうという派閥があり、ラヴァル派はこれにあたる。そして、最後の一つがナチズムにイデオロギー的に共鳴した親ナチス派である。
ペタン派は時にイギリスと交渉を行おうとするなど、いわゆる二股外交を行うこともあったが、基本的にはドイツ側にもイギリス側にも協力しないという消極的なものであった。
一方でラヴァル派は「ドイツはフランスの積極的協力無くしてヨーロッパを建設できるわけがないのだから」「ドイツがやがて武器を置く日（ドイツ勝利の日）には、フランスはそれ相当の地位を与えられるだろう」という観点によるもので、従来の保守層の支持を集めていた。このようなラヴァル派の姿勢はドイツ側に警戒の目で見られていた。ヒトラーは「ド・ゴールはラヴァルが策術で得ようとしているものを逆に力のみで得ようとしている」と評し、「私に語った言葉を心底では信じていない」「典型的な民主主義的政治家というやつだ」と警戒している。一方で、ド・ブリノンやダルナンらを筆頭とする親ナチス派は「国民革命」を古くさいと批判し、パリにおいて積極的な言論活動を行い、時には政府の情報をドイツ側に通報するほど対独協力的であった。
フランスの敗北後、フランス人の多くは敗北に呆然としており、しばらくは無気力の状態であった。しかしバトル・オブ・ブリテンによるイギリス側の抵抗によって戦争が長期化することが確実になると、国民の大部分はペタン派がとる待機主義的な立場をとるようになった。ドイツ側も戦況に余裕があったこともあって、せいぜいラヴァルをドイツ側のスポークスマンとして政府内に置くことで満足していた。ペタン派はラヴァル派の積極的対独協力とは対立していたものの、「汚れ役」である対独交渉をラヴァル派に押しつけているという側面もあった。しかしダルランが副首相となった時期には複数の親ナチス派が閣僚入りし、待機主義派の勢力は減少し始めた。1942年4月のラヴァル復権後はドイツ側の要求も苛酷となり、政府によるユダヤ人抑圧法や強制労働局（義務協力労働、S.T.O.）による労働力提供をヴィシー政府の手で行わざるを得なくなった。このことは国民の反発を招き、ペタン派の一部をレジスタンスに追いやるほどであった。ペタン派は政治的にも権力を完全に失ったが、ラヴァル派の勢力も親ナチス派によって圧迫されることになる。1942年11月10日のアントン作戦以降は、親ナチス派が閣僚の大部分を占めるようになり、かえってラヴァルが親ナチス派による過度の対独協力に抵抗することもあった。
こうした経緯で行われた対独協力は、政治・経済・文化面の多岐に及んだ。反ユダヤ主義が広がる中で「ユダヤ人並びに外来者に対する法」が1940年10月に制定され、ユダヤ人の権利を制限した。この法律はヴィシー政権の統治下にあるフランスの植民地にも適用された。また、フランス領であったモロッコ、アルジェリア、チュニジアにドイツの支配を逃れて避難していたユダヤ人や古来より北アフリカに住むユダヤ人（ミズラヒム、セファルディム）を、現地に設置したヴィシー政権管理下の強制労働収容所へと収容している。また、本土に住むユダヤ人もヨーロッパ各地にある強制収容所へと移送された。
ヴィシー政権はドイツ軍の占領費を支出したほか、安価にフランスの資源や労働力をドイツに提供した。1940年11月に締結された相殺協定は両国間の輸出入額を均衡させることで通貨移動を不要にするという協定であったが、実際には輸入超のドイツが代金支払いを踏み倒すために使われた。ドイツ軍将校の愛人となったココ・シャネルなど親ドイツ的な文化人も増加し、ヴィシー政府の統治やドイツの占領政策を支えることになった。軍事面では首相ラヴァルを指導者とする民兵組織 ミリス（民兵団）がレジスタンス狩りなどに参加し、第33SS武装擲弾兵師団などに志願する者も現れた。
しかしドイツ側にとって、コラボラシオンは彼らが望むほど十分ではなく、ヨーゼフ・ゲッベルスやフリッツ・ザウケルといったドイツ高官はペタンやラヴァルが協力的ではないと見ており、日記や報告で言及している。

### レジスタンス

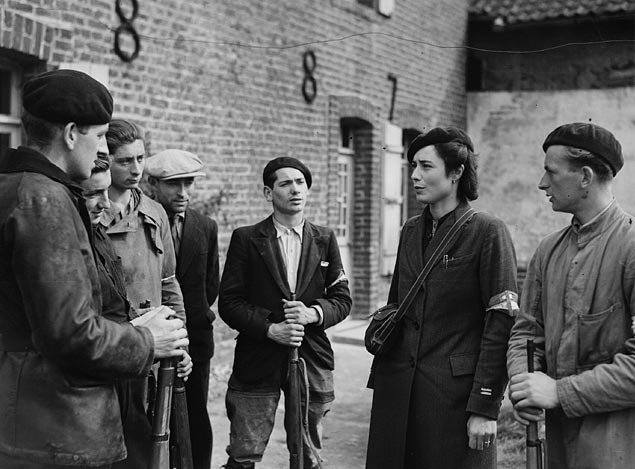
レジスタンスのメンバー

ヴィシー政府成立後まもなくは、ペタンが戦争の苦難から救ったという考えが広まっており、それほど大きな勢いはなかった。しかし苛烈な対独協力は市民の反感を招き、1940年の秋頃からはデモやレジスタンスの宣伝活動が高まった。1941年春にはパ＝ド＝カレー炭坑で10万人規模の大ストライキも発生した。「モスクワの忠実な長女」であり、むしろ対独協力的であったフランス共産党 などの左派も独ソ戦が始まるとレジスタンスに加わった。これ以降ラヴァルやマルセル・デアの狙撃事件、サボタージュ、ドイツ人将校の殺害などの実力行動が頻発するようになった。しかし1942年11月まではレジスタンスは分派しており、しかも少数派であった。
ドイツはレジスタンスの攻撃に対して、ドイツ将校の被害一人に対して数人の「人質」を殺害するという報復政令で対抗した。「人質」は拘束された共産主義者やユダヤ人であり、1941年10月には「98人」の人質が処刑された。ペタンは自らを人質とするよう求めたが、受け入れられなかった。
1942年11月のドイツによる全土占領は、それまで残っていたヴィシー政権への幻想を一気に打ち砕いた。1943年1月には南部の三大レジスタンス運動が統合され、共産党が自由フランスに参加した。また、元首相レオン・ブルムも社会党の名において自由フランス支持を行った。5月27日にはフランス国内でレジスタンスの統一組織、全国抵抗評議会(CNR)が設立された。以降、レジスタンスの活動はいよいよ活発となり、1943年9月から12月の間にはレジスタンスによって709人のヴィシー政府治安関係者が殺害され、9千件の爆弾事件、600の電車脱線事件が起こっている。

## 裁判
ヴィシー政府関係者の裁判はアルジェで国民解放委員会が成立したときから始まっており、終戦によって加速された。
ペタンは4月24日にドイツの保護下から離れ、一旦スイスに入ってからフランスに帰国、4月26日に逮捕された。前後してラヴァルをはじめとする閣僚も逮捕された。1944年11月18日には臨時政府によってヴィシー政府高官を裁くための高等法院が設置されたが、裁判官はかつてヴィシー政府によって任命された者達であった。裁判は一審制であり、欠席裁判で10名に死刑判決が下ったほか、ラヴァル、ダルナン、ブリノンの3名が死刑となったが、ペタンをふくむ5名が終身刑に減刑された。ヴィシー政権関係者の粛清「エピュラシオン」による訴追人数は10万人におよぶと見られ、2071人に死刑判決が下ったが、1303名が減刑された。1951年には最初の特赦法が成立し、収監されていた関係者が釈放され始めた。

## 評価
ヴィシー政府は連合国側から「傀儡政権」とされ、連合国側の勝利、自由フランスによるフランス共和国臨時政府の成立、第四共和政の樹立とともにそのような評価が一般的となった。このため、フランス第四共和政はヴィシー政府からの継承国と見なされていない。しかしヴィシー政府が導入した老齢年金・家族手当など一部の制度は形を変えて存続し、戦後のモネ・プランに対するヴィシー政府経済政策の類似性も指摘されている。
また、ヴィシー時代の対独協力が擬態であったか否かについての議論は継続されており、しばしば政治的問題ともなる。また、第四共和政以降、政治家や官僚として戦後のフランスの政治を支えた人物の中には、フランソワ・ミッテランをはじめ、ヴィシー政権下でそのキャリアの最初を送った者も少なくなく、政権の評価に影響を与えている。

### 時代のとらえ方の推移
戦後から1960年代にかけて、ド・ゴール派とフランス共産党はそれぞれの『レジスタンス神話』を喧伝していた。ド・ゴール派は自由フランスとフランス、そしてレジスタンスを同一化し、フランスのレジスタンスが常にド・ゴールと一体となって対独抗戦を行っていたというイメージを植え付けた。またフランス共産党は「虐殺された七万人の党」というスローガンを押し出し、ド・ゴールと違って国内でファシズムと戦い続けたというイメージを広めた。
1969年にマルセル・オフュールス監督のドキュメンタリー映画『悲しみと哀れみ』が公開された。レジスタンスとしてドイツに抵抗するのではなく、生き延びるために受動的な生活を送っていたフランス国民の姿を描いたこの作品は当局に衝撃を与え、1981年までテレビ放映が禁止された。ルイ・マルの『ルシアンの青春』など、対独協力を描いた作品も現れ、アンリ・アムールーが「4千万人のペタン派」というタイトルの本を出すなど、フランス人が対独協力に積極的であったという否定的な神話も生まれた。1980年代以降もさまざまな研究、議論が発生している。

### 歴史家による議論
フランスの歴史家ロベール・アロンは1954年の著作『ヴィシーの歴史』で、ヴィシー政府が公式にはドイツに同調・協力しているように見せながら、実際には秘密の交渉などで統治を骨抜きにする努力を行い、フランス国民のための盾となっていたとした。しかしアメリカの歴史家ロバート・パクストン (en) は1972年の著書『ヴィシー・フランス、旧勢力と新体制』でアロンの説を否定し、ドイツの占領軍が少数であったことなどを指摘し、戦後の体制がドイツ有利になるとみたヴィシー政府が積極的な対独協力を行っていたとした。歴史家のジャン・マルク＝ヴァロー (fr) はパクストンの批判を現在のイデオロギーから見たものであると批判した。またフランスの歴史家マルク・フェローは1987年の著書『ペタン』においてペタンが人命と物財を守った代わりに国家の名誉を失った犠牲者であるとした。その後もパクストンは基本的に見方を変えていないが、ヴィシーを理解することは「ますます魅力的な、そして未完の事業」であるとして、将来の議論に期待する旨を記している。

### ペタンに対する評価
1951年のペタンの死後、ウェイガン大将の呼びかけで「ペタン元帥の追憶を守るための協会」 (fr) が樹立された。この協会はペタンの名誉回復を求め続けたが、極右的政治勢力の温床にもなった。1958年にド・ゴールが大統領になると、「第一次世界大戦の勝利に貢献した」として、その年11月11日の第一次世界大戦戦勝記念日にあたる追憶の日、ペタンの墓碑へ花輪を贈った。しかしペタン信奉者の一部は不快に思い、ド・ゴールの名のついたリボンを引き裂いた。その後、歴代の大統領はこの慣行を継続したが、1993年11月8日、ミッテラン大統領は花輪の慣行を取りやめることを声明した。
1984年にはヴィシー政府の産業次官フランソワ・レイドー (fr) とペタンの弁護人で国会議員を務めたジャック・イゾルニ (fr) がペタンを弁護する新聞広告を出した。この広告は政府によって禁止され、二人は控訴したが「犯罪即ち対独協力罪の弁明」として有罪となった。両者はストラスブールの欧州人権裁判所に提訴し、1998年にフランス政府の行為は表現の自由の侵害であるという判決を受けた。原告二人はすでに死亡していたが、遺族が慰謝料を受け取った。

### ラヴァルに対する評価
チャーチルはその著書『第二次世界大戦回顧録』でラヴァルを「自分の後の行為と死の恥辱にもかかわらず、明確に遠くを見通していた」と評した。これに対してラヴァルの娘ジョゼはドイツ高官がラヴァルの非協力姿勢を語っていたことを指摘し、ラヴァルもまた偉大な姿勢を取ったのだと手紙で反論した。
また、ペタンの支持者はコラボラシオンの罪をラヴァル一人に押しつける傾向があり、ペタンの裁判においても「悪いのはピエール・ラヴァルだ」という主張を行い、戦後もラヴァル一人に罪を押しつける『逆の伝説』作りに終始したという指摘もある。
ド・ゴールが大統領を辞任した後の1970年、ラヴァル裁判の未公開史料が一部に閲覧を許された。ジョゼの夫で弁護士のルネ・ド・シャンブラン (fr) はド・ゴール時代からジョルジュ・ポンピドゥー大統領と交渉しており、史料の閲覧を行った。この後シャンブランと会談した元首相ジョルジュ・ビドーは、ラヴァルの裁判は1945年10月の制憲議会選挙までにラヴァルを消す必要があったド・ゴールらの陰謀だと告げた。シャンブランは1983年に『歴史の前のピエール・ラヴァル』を出版し、裁判の無効を要求した。歴史家フェルド・クプフェルマン (fr) がシャンブランと連絡を取って『ラヴァル』の執筆を始めると、匿名の人物によって「ラヴァル直筆の判決反論書」がシャンブランの元に渡った。このほかにも大量の史料が送られ、その資料によってシャンブランは『ピエール・ラヴァルのための我が闘争』を1990年に出版した。また歴史家ジャン＝ポール・コワンテ (fr) は、ペタンの裁判は真の裁判であったが、ラヴァルの裁判は戯画であったと指摘した上で「敵を欺く事に長けていたと見られていた」ラヴァルが、イギリス人やドイツ人、ペタンにも欺かれていたのではないかと疑問を呈した。

## 年表
1940年
- 6月22日、独仏休戦協定に調印。
- 7月1日、ヴィシーに遷都。
- 7月2日、メルセルケビール海戦。
- 7月10日、ヴィシー国民議会で第三共和政憲法の破棄と新憲法制定の全権をペタンにゆだねる1940年7月10日の憲法的法律が可決。
- 7月11日、12日、ペタンが主席兼首相、ラヴァルが副首相となる。
- 9月23日、日本軍第22軍がフランス領インドシナ北部に進駐開始（北部仏印進駐）。
- 9月23日～9月25日 ダカール沖海戦。
- 10月27日、自由フランス軍とイギリスの攻撃でガボン失陥。

1941年
- 7月、連合軍のシリア・レバノン作戦により、シリアとレバノンを失陥。
- 7月16日、ヴェル・ディヴ事件。1万2884人のユダヤ人が逮捕移送される。
- 7月28日、日本軍がフランス領インドシナ全域に進駐開始（南部仏印進駐）。

1942年
- 4月18日、ペタンが首相を辞任し、ラヴァルが首相に昇格。
- 5月5日、マダガスカルにおいて、連合国軍とヴィシー政府軍・日本海軍間の戦いが始まる。（マダガスカルの戦い）
- 11月5日、マダガスカル陥落。
- 11月8日、連合国軍がトーチ作戦を開始。フランス領アルジェリアのヴィシー政権軍と交戦開始。
- 11月10日、アルジェリアにいた海軍大臣兼フランス軍総司令官フランソワ・ダルランが連合国と休戦協定を結ぶ。アルジェリアの政府関係者は逮捕され、20万人のヴィシー将兵が連合国側に降伏。
  - 同日、ドイツがアントン作戦を発動し、ヴィシーフランスの本土全域の占領を開始。
- 11月27日、ドイツ側がトゥーロンの艦艇を接収しようとしたため、艦船の大部が自沈する。
- 12月7日、ダルランが連合国の承諾を受けて、北アフリカにおけるフランス国家元首兼北フランスにおける陸海空軍部隊総司令官兼北アフリカ総督に就任する。
- 12月24日、ダルランが暗殺される。アンリ・ジローがダルランの事実上の後継者となる。

1943年
- 1月14日、カサブランカ会談。フランスのトップを決めるための調整が行われるが、決裂。
- 5月13日、北アフリカの枢軸軍が降伏、北アフリカ全域が連合国の支配下に落ちる。
- 5月27日、フランス国内でレジスタンスの統一組織、全国抵抗評議会(CNR)が設立。ド・ゴールをフランスレジスタンスの指導者として認める声明を出す。
- 6月3日、フランス領アルジェリアでフランス国民解放委員会 (en) が結成される。共同代表はジローとド・ゴール。
- 9月8日、イタリア王国が連合国と休戦協定を締結、枢軸から離脱（イタリアの降伏）。

1944年
- 5月26日、ド・ゴール、「フランス国民解放委員会」を「フランス共和国臨時政府」に改称。
- 6月6日、ノルマンディー上陸作戦開始。
- 6月10日、オラドゥール＝シュル＝グラヌの虐殺。
- 6月13日、ヴェルコール高原のマキ (Maquis du Vercors) が蜂起し、ドイツ軍と戦闘（～7月24日）。
- 6月17日、コルシカが自由フランス軍によって攻略される。
- 8月9日、臨時政府、アルジェにおいてヴィシー政府の諸法令の無効を宣言。大陸領土における共和制の合法性の回復に関する1944年8月9日の命令（フランス語版）。
- 8月17日、ラヴァルら8閣僚がパリにおいて辞任。同日夜半にラヴァルらがドイツに拘束される[33]。
- 8月19日、ペタンがラヴァルに立法権を委任した憲法行為12の1および2を廃止[33]。
- 8月20日、ペタンがヴィシーから退去。
- 8月25日、連合国軍によるパリの解放。
- 9月7日、ペタン、ラヴァルら旧ヴィシー政府閣僚は南ドイツのジグマリンゲンに移送される[33]。ブリノンを長とするフランス政府委員会 (fr) が組織される。
- 10月23日、フランス共和国臨時政府がイギリス、アメリカ、ソ連の承認を受ける。

1945年
- 3月9日、日本軍第38軍、インドシナ植民地政府を解体、仏印軍を武装解除（明号作戦）。その保護国があいついで独立を宣言。
- 4月22日、ジグマリンゲンの亡命政府が連合軍に逮捕される。
- 4月26日、ペタンがスイスからフランス国内に入り、逮捕される[82]。
- 8月1日、ラヴァルがドイツのリンツで逮捕される[83]。

## 政府の変遷
国家主席（フランス語: Chef de l'État français）
- フィリップ・ペタン（1940年7月11日 - 1944年8月19日）

### 第一次ラヴァル政権
1940年7月12日 - 1940年12月12日
 (fr:Gouvernement Pierre Laval (5)) 
- フィリップ・ペタン - 首相（国家主席兼任）（1940年7月10日 - 1942年4月18日）
- ピエール・ラヴァル - 副首相、1940年10月28日より外相
- ラファエル・アリベール (fr)  - 国璽尚書兼司法相
- イヴ・ブティリエ (fr)  - 財務相
- ポール・ボードウィン (fr)  - 外務相（-1940年10月28日）
- ピエール・カジオ (fr)  - 農業食糧相
- ルネ・ブラン (fr)  - 労働問題担当国務相
- マキシム・ウェイガン - 国防相、北アフリカ軍最高司令官（-1941年11月）
- ルイ・コルソン (fr)  - 陸軍相（-1940年9月）
- ベルトラン・プジョー (fr)  - 空軍相（-1940年9月）
- フランソワ・ダルラン - 海軍相
- アドリアン・マルケ (fr)  - 内務相（-1940年9月）
- エミール・ミロー (fr)  - 文化教育相（-1940年9月）
- ジャン・イバルヌガレ (fr)  - 家族・青少年問題担当国務相[訳語疑問点]（-1940年9月）
- フランソワ・ピエトリ (fr)  - 官房長官[訳語疑問点]（-1940年9月）
- アンリ・レムリー (fr)  - 植民地相（-1940年9月）

1940年7月16日に以下の閣僚が追加された。
- ジョルジュ・デイラス (fr)  - 法制長官[訳語疑問点]
- アンリ・ドロワ (fr)  - 公共金融長官[訳語疑問点]
- ジャン・フェルネット (fr)  - 評議会議長事務長官[訳語疑問点]
- オリヴィエ・モロー・ネレ (fr)  - 経済問題担当相
- モーリス・シュヴァルツ (fr)  - 運輸相

1940年9月に大幅な改造が行われた。
- シャルル・アンツィジェール（Charles Huntziger） - 陸軍相（1940年9月-）
- ジャン・ベルジュレ (fr)  - 空軍相（1940年9月-）
- マルセル・ペルトン (fr)  - 内務相（1940年9月-）
- エミール・ミロー (fr)  - 文化教育相（1940年9月-）
- ジョルジュ・ラミラン (fr)  - 青少年問題担当相（1940年9月-）
- ジャン・ベルトロ (fr)  - 官房長官（1940年9月-）
- シャルル・プラトン (fr)  - 植民地相（1940年9月-）
- オーギュスト・ロール (fr)  - 国務長官[訳語疑問点]（1940年11月18日-）

### フランダン政権
1940年12月13日 - 1941年2月9日
 (fr:Gouvernement Pierre-Étienne Flandin (2)) 
- フィリップ・ペタン - 首相（国家主席兼任）（1940年7月10日 - 1942年4月18日）
- ピエール＝エティエンヌ・フランダン (en)  - 副首相、1940年12月13日より外務大臣兼務
- ポール・ボードウィン - 評議会議長国務大臣
- シャルル・アンツィジェール - 国防大臣、1941年1月まで陸軍大臣兼務
- フランソワ・ダルラン - 海軍大臣
- マルセル・ペイルートン - 内務大臣
- イヴ・ブーティリエ  - 財務大臣

※主要閣僚のみ

### ダルラン政権
1941年2月9日 - 1942年4月18日
 (fr:Gouvernement François Darlan) 
- フィリップ・ペタン - 首相（国家主席兼任）（1940年7月10日 - 1942年4月18日）
- フランソワ・ダルラン- 副首相、海軍大臣、内務大臣兼務
- ポール・ボードウィン - 評議会議長国務大臣
- シャルル・アンツィジェール - 国防大臣
- イヴ・ブーティリエ  - 財務大臣
- アンリ・ジロー  - 通信大臣

※主要閣僚のみ

### 第二次ラヴァル政権
1942年4月18日 - 1944年8月19日
 (fr:Gouvernement Pierre Laval (6)) 
- ピエール・ラヴァル - 首相、外務大臣、内務大臣、情報大臣兼務
- ユージン・ブリドー (fr)  - 国防大臣
- イヴ・ブーティリエ - 財務大臣
- ガブリエル・オーファン (fr)  - 海洋大臣
- グザヴィエ・ヴァラ (fr)  - ユダヤ人問題担当委員
- ジョゼフ・ダルナン - 治安担当長官（1942年12月31日 - 1944年6月13日）
- チャールズ・アブリアル (fr) - 海軍大臣　(1942年11月29日 - 1943年3月25日)

※主要閣僚のみ